# País continental

Países por área. Os países continentais estão destacados em azul escuro.

Um país continental é um país cujas dimensões físicas são proporcionalmente continentais. Uma vez que a Austrália corresponde a quase todo o território continental da Oceania, consideram-se países continentais aqueles com área maior que a australiana, como Rússia, Canadá, Estados Unidos, China e Brasil; todos com mais de 7 milhões de km².
Pode encarar-se tanto com positividade quanto com negatividade a condição de país continental. No caso do Brasil, por um lado registra-se uma vantagem em relação à dimensão de área física, solos, climas e potencialidades produtivas diversificadas. Ao mesmo tempo, são enfrentadas dificuldades para a integração das populações habitantes da totalidade desse território e para o atendimento às suas necessidades, o que, socialmente, pode ser encarado como desvantajoso.
Estados com grandes territórios também podem ser desavantajados com desertos, geleiras ou cordilheiras — as chamadas áreas anecúmenas, que impossibilitam a plena ocupação do território, como ocorre com a maior parte dos países muito extensos da Terra. No Canadá, por exemplo, aparecem algumas áreas desse tipo, como a Ilha de Baffin e a Ilha Ellesmere, ocupadas por geleiras; e nos Estados Unidos, os desertos do Arizona e do Colorado.